# Ernest z Zwiefalten
Ernest z Zwiefalten (zm. 7 października 1147 lub 1148 w Mekce) – opat, męczennik i święty Kościoła katolickiego, uznany za świętego bez formalnej kanonizacji, którego kult nigdy nie został oficjalnie zaaprobowany.

## Życiorys
Wywodził się z rodziny von Steussling. Został piątym opatem klasztoru w Zwiefalten, natomiast o jego działalności niewiele wiadomo. Po pięciu latach zrezygnował z urzędu, aby wziąć udział w drugiej wyprawie krzyżowej, razem z biskupem Ottonem z Freising. Według Passio ułożonej pod koniec XII wieku został wzięty do niewoli przez emira króla Presji i zabrany wraz z 400 innymi jeńcami do Mekki. Kiedy odmówił przejścia na islam poniósł śmierć męczeńską z rąk saracenów, poprzez wyrwanie wnętrzności w Mekkce.

## Kult
Kult Ernesta z Zwiefalten rozwinął się natychmiast po jego śmierci.
Jego wspomnienie liturgiczne w Kościele katolickim obchodzone jest 7 października.

## Ikonografia
W ikonografii święty przedstawiany jest jako benedyktyn z kołowrotem, na który nakręcono jego wnętrzności.